# Liste der Baudenkmäler in Soest
Die Liste der Baudenkmäler in Soest nennt die Listen der Baudenkmäler in den Stadtteilen der Stadt Soest auf Basis der Soester Denkmalliste. Die Liste des Stadtteils Soest ist wegen ihres Umfangs geteilt.
- Liste der Baudenkmäler in Soest (Altstadt)
- Liste der Baudenkmäler in Soest (Außenbereich)
- Liste der Baudenkmäler in Ampen
- Liste der Baudenkmäler in Bergede
- Liste der Baudenkmäler in Deiringsen
- Liste der Baudenkmäler in Enkesen (Soest)
- Liste der Baudenkmäler in Epsingsen
- Liste der Baudenkmäler in Hattrop
- Liste der Baudenkmäler in Hiddingsen
- Liste der Baudenkmäler in Katrop
- Liste der Baudenkmäler in Lendringsen (Soest)
- Liste der Baudenkmäler in Meckingsen
- Liste der Baudenkmäler in Meiningsen
- Liste der Baudenkmäler in Müllingsen
- Liste der Baudenkmäler in Ostönnen
- Liste der Baudenkmäler in Paradiese
- Liste der Baudenkmäler in Thöningsen

In den Stadtteilen Hattropholsen, Ruploh und Röllingsen gibt es keine  Baudenkmäler.
Die Angaben zur Eintragung in dieser Liste entstammen, wenn nicht anders angegeben, der für diesen Eintrag angeforderten Version der Denkmalliste vom November 2019.